# Quanto conficiamur moerore
Quanto conficiamur moerore (o simplemente Quanto conficiamur) es una encíclica del Papa Pío IX publicada el 10 de agosto de 1863, y que estaba dirigida a los fieles, cardenales, arzobispos y obispos de Italia.
En este documento, el Papa realiza una enérgica condena a las que denomina como "ciertas sociedades condenables", focalizando su crítica hacia aquellos eclesiásticos que, con la aprobación del gobierno piamontés y el Parlamento, se encontraban en abierto desacato con la Santa Sede organizando sociedades como las basadas en la doctrina del clericalismo, movimiento que renació en Italia con el papado de Pío IX.
Adicionalmente, en esta encíclica se señala que es posible para aquellos no católicos alcanzar la salvación, en el entendido que pueden ser considerados como en un "estado de gracia" siempre que demuestren fe cristiana en sus deseos y acciones, toda vez que para la Iglesia católica es un elemento esencial para alcanzar la salvación.